# Leśny Zakątek
Leśny Zakątek (deutsch Waldkater) ist eine kleine Ortschaft in der polnischen Woiwodschaft Ermland-Masuren, die zur Landgemeinde Kowale Oleckie (Kowahlen, 1938 bis 1945 Reimannswalde) im Powiat Olecki (Kreis Oletzko/Treuburg) gehört.

## Geographische Lage
Leśny Zakątek liegt im Nordosten der Woiwodschaft Ermland-Masuren inmitten des Borkener Forsts (auch: Borker Heide, polnisch: Puszcza Borecka)nördlich des Jezioro Piłwąg (Pillwung-See). Die ehemalige Kreisstadt Gołdap (Goldap) liegt 20 Kilometer in nordöstlicher Richtung, die jetzige Kreismetropole Olecko (Marggrabowa/Oletzko, 1928 bis 1945 Treuburg) 24 Kilometer in südöstlicher Richtung.

## Geschichte
Vor 1945 bestand die damals Waldkater genannte kleine Ortschaft lediglich aus einem Wirtshaus und war ein eineinhalb Kilometer entfernt im Wald gelegener Wohnplatz der Landgemeinde Czerwony Dwór (Rothebude). Diese war in den Kreis Goldap im Regierungsbezirk Gumbinnen der preußischen Provinz Ostpreußen eingegliedert.
Mit der Zuordnung des gesamten südlichen Ostpreußens zu Polen in Folge des Zweiten Weltkriegs erhielt die Ortschaft die polnische Bezeichnung Leśny Zakątek und bildet heute eine eigenständige Ortschaft im Verbund der Landgemeinde Kowale Oleckie im Powiat Olecki, bis 1998 der Woiwodschaft Suwałki, seither der Woiwodschaft Ermland-Masuren zugehörig.

## Religionen
Evangelischerseits war Waldkater vor 1945 der Kirche in Grabowen (1938 bis 1945: Arnswald, polnisch: Grabowo) im Kirchenkreis Goldap innerhalb der Kirchenprovinz Ostpreußen der Kirche der Altpreußischen Union zugeordnet. Katholischerseits war die Ortschaft nach Goldap, damals im Bistum Ermland gelegen, eingepfarrt.
Seit 1945 gehören die katholischen Kirchenglieder zur neu errichteten Pfarrei in Grabowo im Dekanat Gołdap im Bistum Ełk (Lyck) der Katholischen Kirche in Polen, während die evangelischen zur Kirchengemeinde Gołdap gehören, einer Filialgemeinde der Pfarrei Suwałki in der Diözese Masuren der Evangelisch-Augsburgischen Kirche in Polen.

## Verkehr
Leśny Zakątek liegt an einer Nebenstraße, die Kowale Oleckie (Kowahlen, 1938 bis 1945 Reimannswalde) an der polnischen Landesstraße DK 65 (einstige deutsche Reichsstraße 132) mit Czerwony Dwór (Rothebude) und  Kruklanki (Kruglanken) verbindet und bis nach Spytkowo (Spirgsten) an der Landesstraße DK 63 (Reichsstraße 131) führt. Innerorts endet eine aus nördlicher Richtung von Boćwinka (Alt Bodschwingken, 1938 bis 1945 Alt Herandstal) – an der Woiwodschaftsstraße DW 650 (Reichsstraße 136) gelegen – kommende Nebenstraße, sowie eine weitere aus südlicher Richtung von Mazury herführend.